# رايموندو نينا رودريغيز
رايموندو نينا رودريغيز (4 ديسمبر 1862 - 17 يوليو 1906) طبيب شرعي وطبيب نفسي وأستاذ وكاتب وعالم في علم الإنسان وعلم الأعراق البشرية برازيليًا. عالم تحسين النسل البارز، كان أيضًا اختصاصيًا في التغذية، وخبيرًا استوائيًا، وعالمًا في علم الجنس وخبير صحة وكاتب سيرة وعلم الأوبئة.
يعتبر نينا رودريغيز مؤسسة الأنثروبولوجيا الجنائية البرازيلية ورائد في دراسات الثقافة السوداء في البلاد. كونه قوميًا كان أول باحث برازيلي يعالج موضوع السود كقضية اجتماعية ذات صلة لفهم التكوين العرقي للسكان البرازيليين، على الرغم من تبني منظور عنصري وحتمي، في كتابه الأفارقة في البرازيل (1890-1905).